# 977 Філіппа
977 Філіппа (977 Philippa) — астероїд головного поясу, відкритий 6 квітня 1922 року.
Тіссеранів параметр щодо Юпітера — 3,163.